# Витор Баија
Витор Мануел Мартинс Баија (порт. Vítor Manuel Martins Baía; Вила Нова де Гаја, 15. октобар 1969) бивши је португалски фудбалер који је играо на позицији голмана.
Сматра се једним од најуспешнијих голмана икада углавном због великих трофеја које је освајао. Провео је 18 сезона у Порту где је освојио 27 титула. Провео је и две сезоне у Барселони где је његов тим такође бележио добре резултате.
За репрезентацију Португалије наступао је на 80 утакмица укључујући два Европска (1996, 2000) и једном Светском првенству (2002).

## Успеси

### Клуб
Порто
- Прва лига Португалије: 1989/90, 1991/92, 1992/93, 1994/95, 1995/96, 1998/99, 2002/03, 2003/04, 2005/06, 2006/07.
- Куп Португалије: 1990/91, 1993/94, 1999/00, 2000/01, 2002/03, 2005/06.
- Суперкуп Португалије: 1990, 1991, 1993, 1994, 1999, 2001, 2003, 2004, 2006.
- УЕФА Лига шампиона : 2003/04.
- Куп УЕФА: 2002/03.
- Интерконтинентални куп: 2004.

Барселона
- Ла лига: 1997/98.
- Куп Шпаније: 1996/97, 1997/98.
- Суперкуп Шпаније: 1996.
- Куп победника купова: 1996/97.

### Индивидуални
- Португалски фудбалер године: 1988/89, 1990/91.
- Португалска златна лопта: 1991/92.
- ЕСМ тим године: 1994/95.
- УЕФА клупска награда за најбољег голмана: 2003/04.
- Најбољи голман Европе: 2004.